# Vermont (U-Boot)
Die Vermont, auch USS Vermont (Kennung: SSN-792), ist ein atomgetriebenes Jagd-U-Boot der Virginia-Klasse der United States Navy.  Das U-Boot ist nach dem US-amerikanischen Bundesstaat Vermont benannt. 
Die  Vermont gehört zu einem Auftragsvolumen von 17,6 Milliarden US-Dollar, der an General Dynamics Electric Boat für den Bau ging. Der Auftrag über den Bau von zehn U-Booten der Virginia-Klasse erging am 28. April 2014. Die Vermont ist das erst Boot vom Typ Block IV. Das Boot wurde im Februar 2017 auf Kiel gelegt und im März 2019 vom Stapel gelassen. Der Name der Vermont wurde am 20. Oktober durch Ray Mabus dem 75. Marineminister bekannt gegeben.
Sie wurde am 17. April 2020 an die US Navy ausgeliefert und am 18. April 2020 in Dienst gestellt.
Am 27. Juli 2023 erreichte die Vermont ihren Heimathafen Pearl Harbor auf Hawaii. Das U-Boot gehört dem U-Boot-Geschwader Submarine Squadron 1 an.